# Kouarfa
Kouarfa  ist ein Ort und ein Arrondissement im Département Atakora in Benin. Es ist eine Verwaltungseinheit, die der Gerichtsbarkeit der Kommune Toucountouna untersteht. Gemäß der Volkszählung von 2013 hatte Kouarfa 13.176 Einwohner, davon waren 6515 männlich und 6661 weiblich.
Der Ort ist über das Straßennetz an Toucountouna im Westen sowie Natitingou im Südwesten angebunden.

## Söhne und Töchter der Stadt
- Mathieu Kérékou (1933–2015), ehemaliger Staatschef sowie Präsident Benins